# Перія
Перія́ — ряд парадних фасадів будівель, розташованих в ряд по одній стороні вулиці чи площі  .

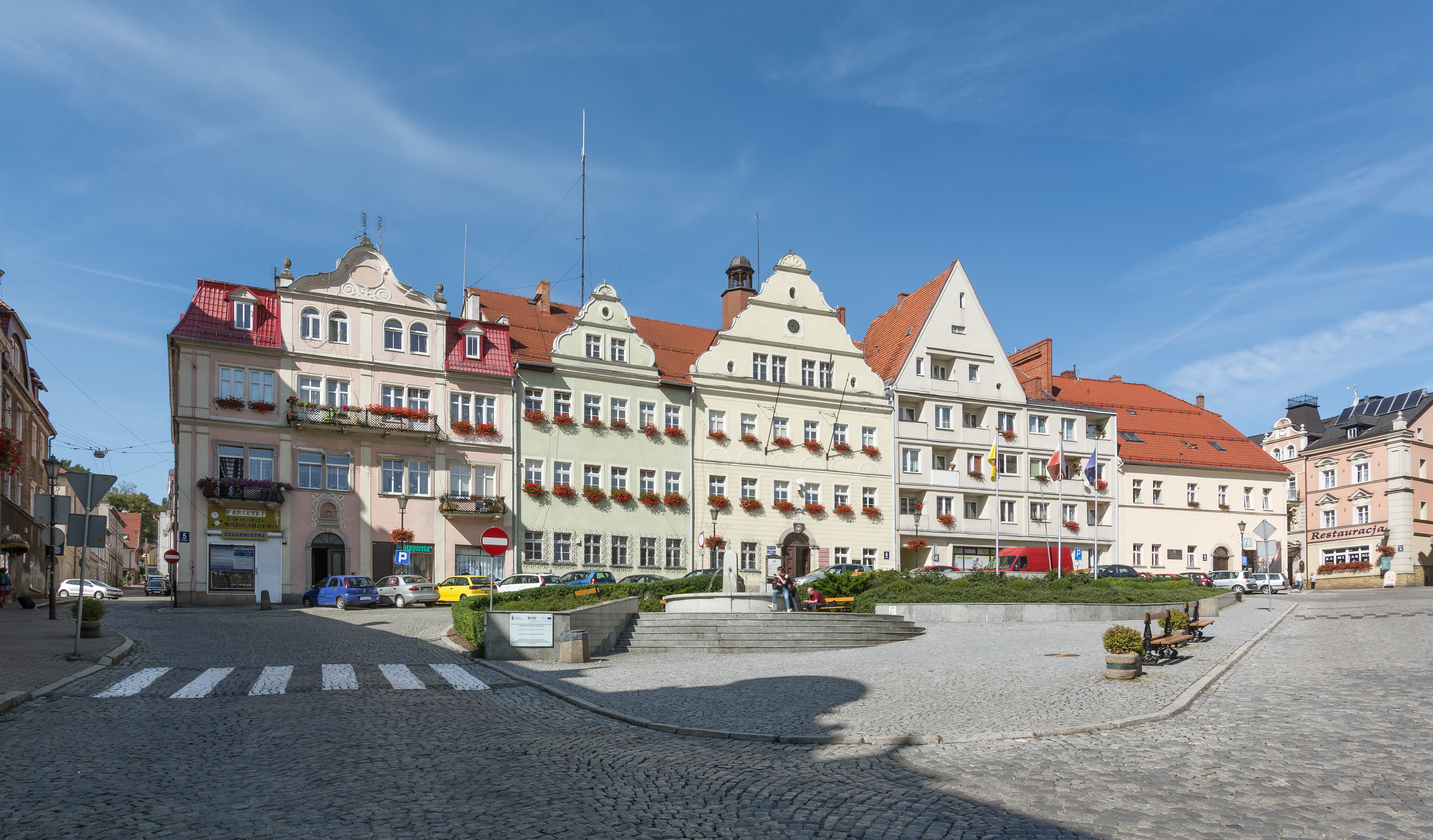
Площа Ринок в Душники-Здруй, західна перія.
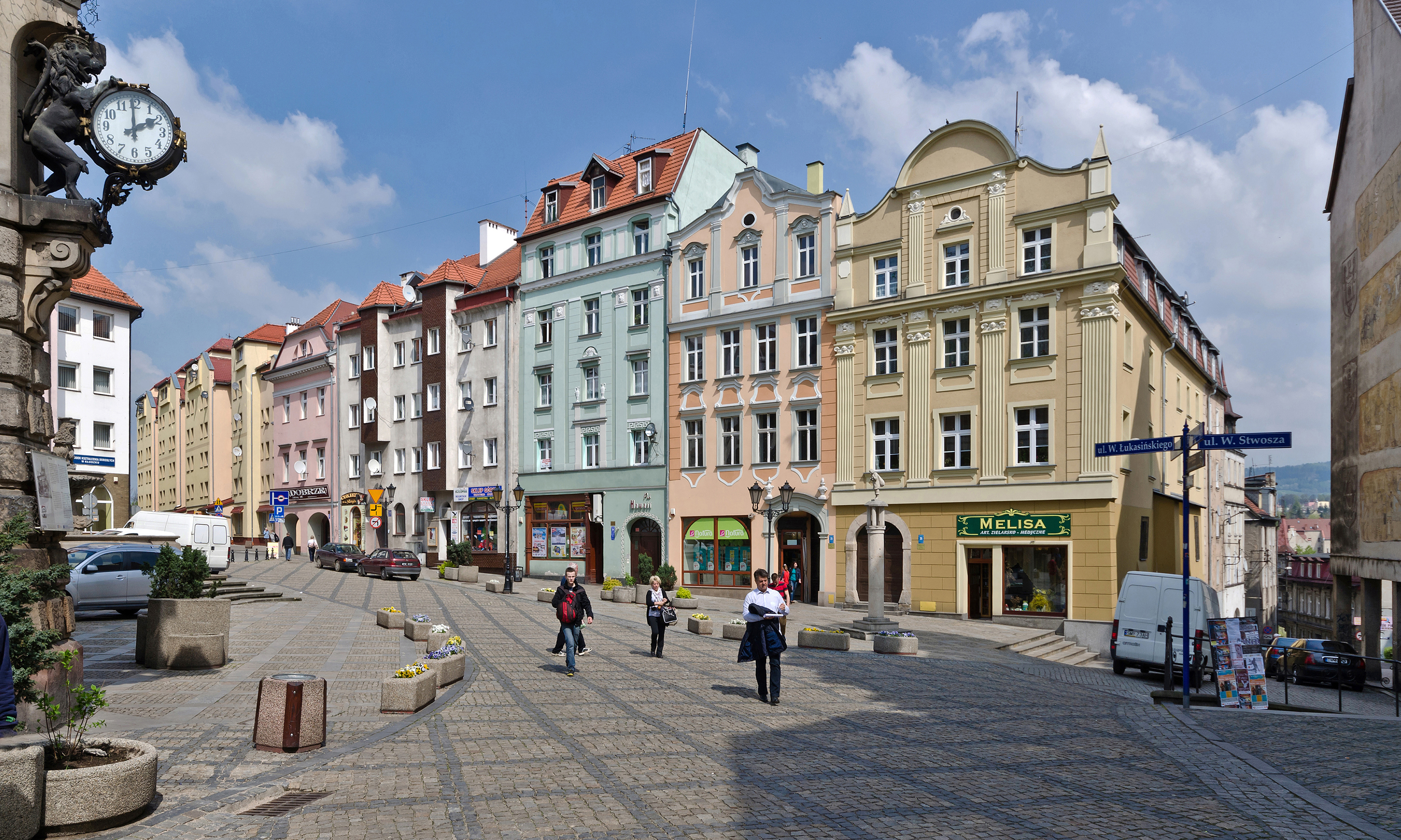
Ринкова площа в Клодзько, східна перія.
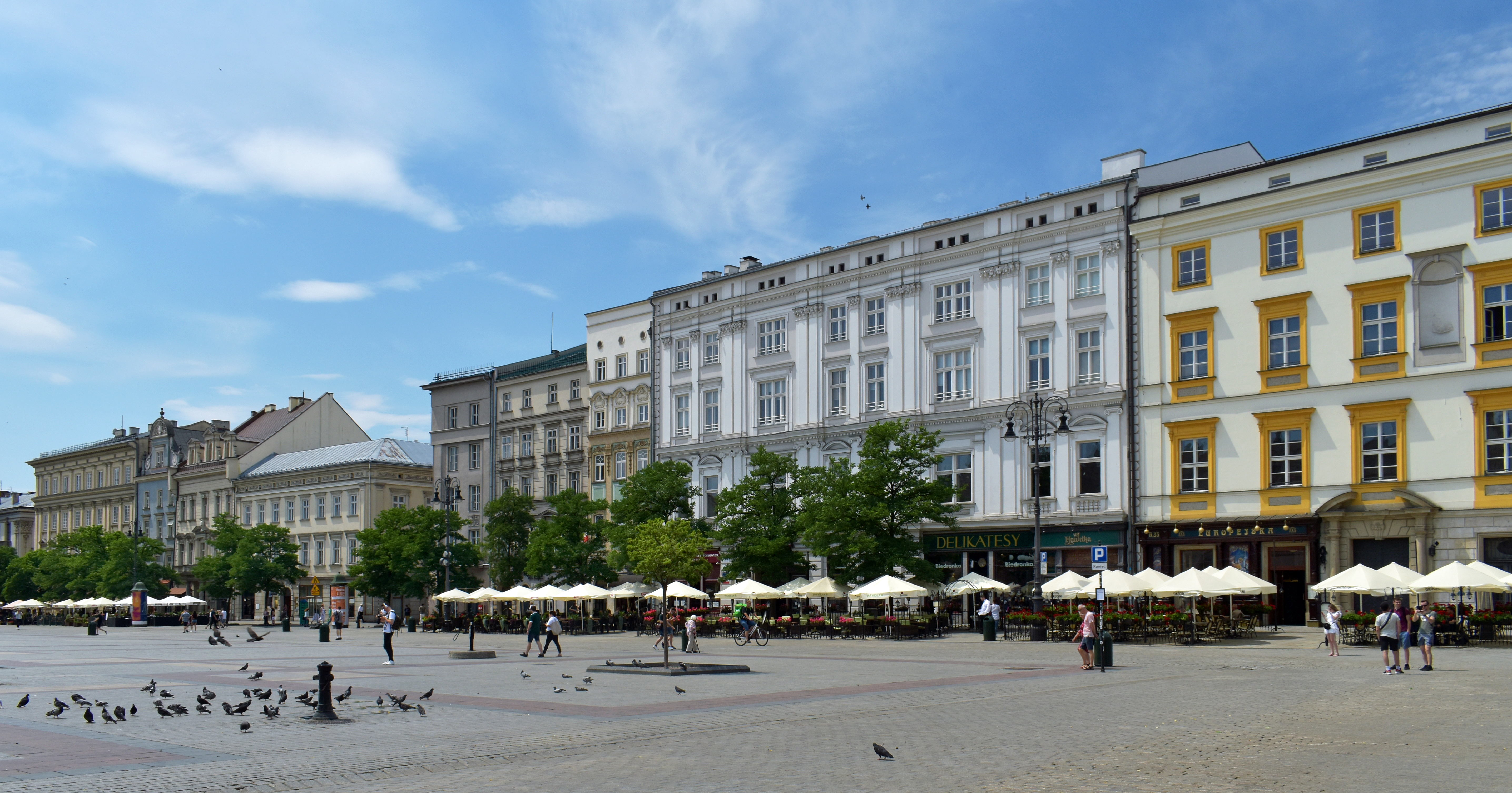
Західна перія (лінія C-D) Площі Ринок у Кракові.
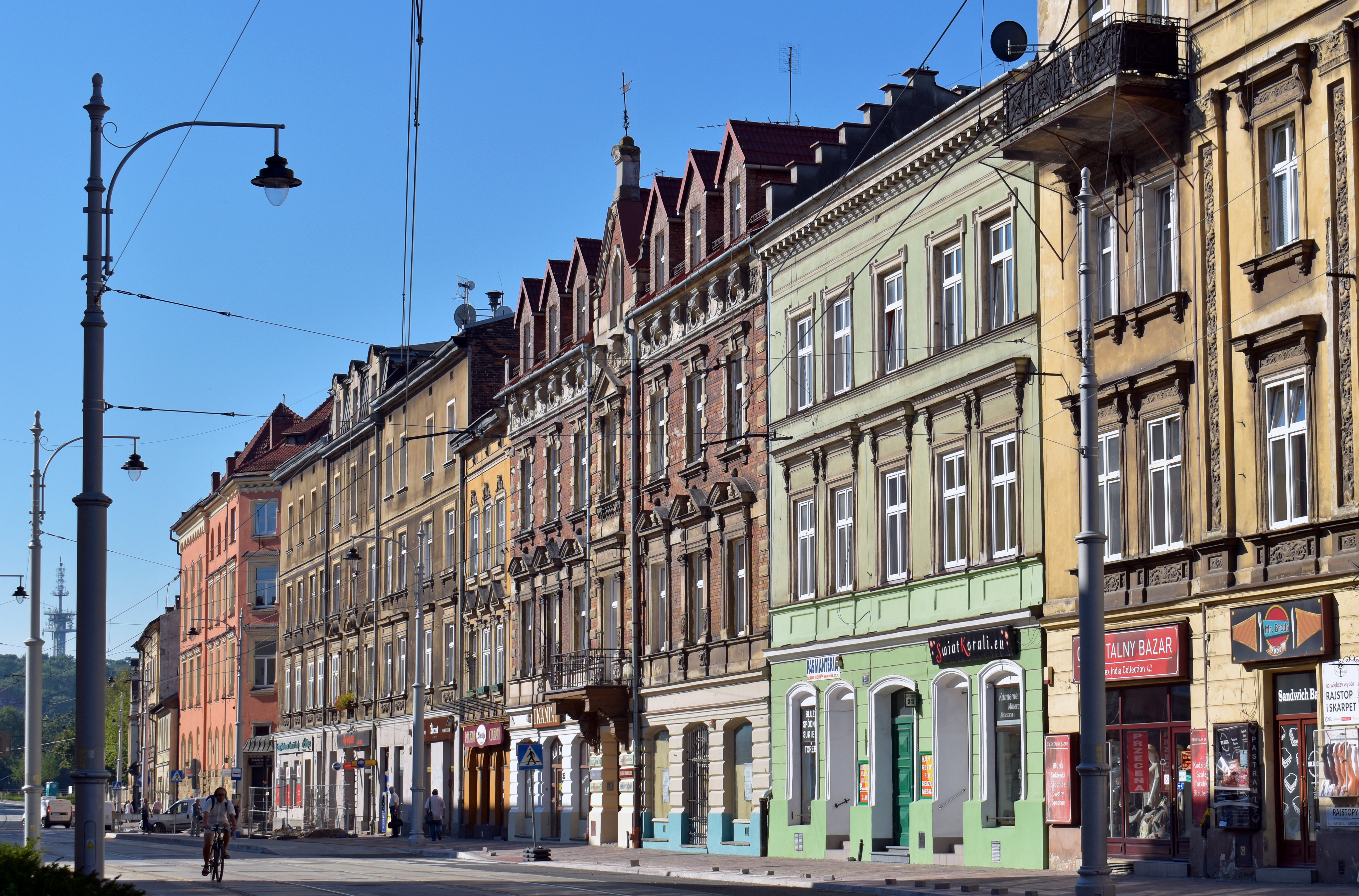
Західна перія вулиці Краківської на Казімєжі в Кракові.